# Франция (гостиница, Алупка)
Гостиница «Франция» — здание постройки 1889 года, расположенное в Алупке, по адресу улица Фрунзе, дом 19-б (ранее — корпус № 6 санатория «Солнечный»). Памятник градостроительства и архитектуры регионального значения, памятник культурного наследия Украины.

## История
Участок на Воронцовской улице площадью 134 квадратные сажени (около 610 м²) был куплен в сентябре 1888 года французом Жаком Россе (фр. Jaques Rosset) у вдовы Семёна Михайловича Воронцова Марии Васильевны (дочери князя Василия Сергеевича Трубецкого). Строительство было завершено менее, чем за год, причем вначале она называлась просто гостиница Россе, при этом в путеводителе Анны Москвич отмечалась «очень хорошая обстановка и все необходимые удобства» и цена за комнату от 25 рублей в месяц. Номера располагались, в основном, на втором этаже, первый был отдан под магазины — названия некоторых сохранились до настоящего времени — «Табакъ», «О. А. Лимар…», «Электрическая». Здесь же размещались лучший из бакалейных магазинов Алупки — самого Россе и «Американский магазин Копыстынского», известный изданием видовых открыток. 4 ноября 1903 года Россе подаёт гостиницу Павлу Владимировичу Копыстынскому, и заведение стало называться «Дача Копыстынского», о чём свидетельствует сохранившаяся табличка на фасаде — название «Франция» появилось позже. В 1907 году Копыстынский арендовал у Елизаветы Воронцовой-Дашковой, владелицы алупкинского дворца, 211 квадратных саженей прилегающей к гостинице земли, на которой устроил сад, ресторан и в 1908 году пристроил правое крыло здания. Саму гостиницу капитально отремонтировали, провели канализацию. 9 августа 1909 года комиссия Харьковского земельного банка оценила гостиницу, как лучшую в Алупке, которая представляет собой
каменный крытый железом дом, часть в три этажа, часть в два этажа, стены из местного дикого камня на известковом растворе, при доме стеклянные галереи, крытые железом; общая оценка — 80370 р.
В 1917 году Копыстынский продаёт гостиницу Лидии Ивановне Кикиной (о которой известно лишь, что она была дворянкой) и вскоре эмигрирует.
После окончательного установления советской власти в Крыму 17 ноября 1920 года, 16 декабря того же года приказом председателя Революционного комитета Крыма были изъяты «из частного владения как разных ведомств, так и частных лиц все имения Южного берега Крыма в районе от Судака до Севастополя включительно». При советской власти в бывшей гостинице размещались различные санаторно-курортные учреждения: из надписей на открытках 1920-х — 1930-х годов известно, что среди них были «Основная база ОПТЭ» в Алупке, санаторий для ИТР «Горнорудсоюз». На 1951 год в здании размещался спальный корпус санатория «Алупка», с середины 1950-х годов здание передали в состав санатория «Солнечный», как корпус № 6. В январе 2018 года, санаторий прекратил свою деятельность
За годы советской власти здание подвергалось многочисленным переделкам, самыми существенными из которых считаются снос балконов 1970-е годы (от них остались только кованые решётки под окнами второго этажа), а дверные проёмы магазинов переделали в окна. Также утрачены многие элементы внешнего декора. На 2021 год здание находилось в собственности ООО "Дом отдыха «СП МАРТ» и не использовалось. Решением Ялтинского городского исполнительного комитета № 64 от 24 января 1994 года «Об утверждении списка вновь выявленных объектов на территории Ялтинского административного района, представляющих историческую, архитектурную и культурную ценность» бывшую гостиницу отнесли к категории выявленных памятников градостроительства, а охранным обязательством № 14 от 2 апреля 2012 года утверждён статус памятника культурного наследия Украины. Постановлением Совета министров Республики Крым № 627 от 20 декабря 2016 года зданию присвоен статус объекта культурного наследия России регионального значения.

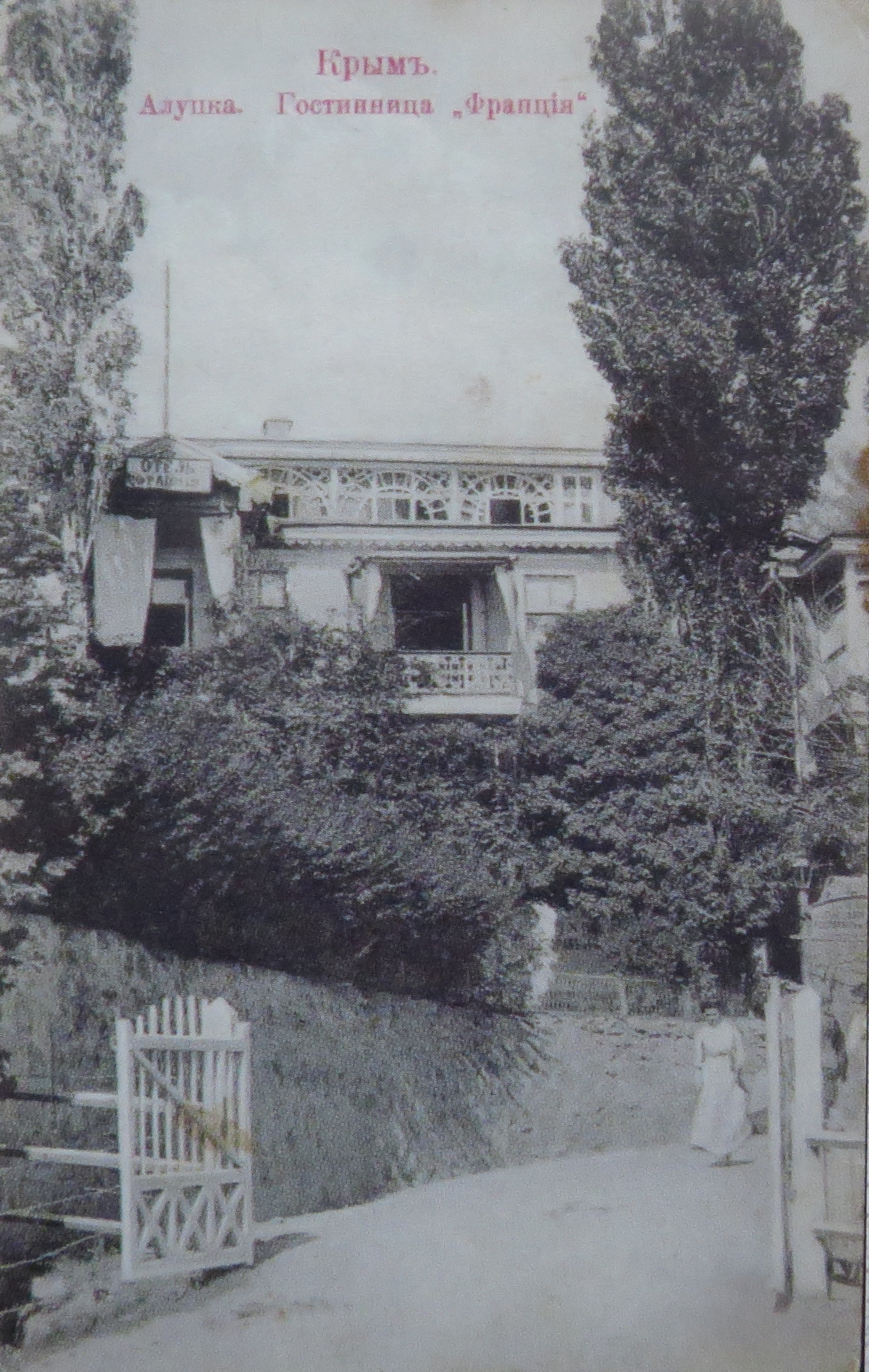
Вид с южной стороны, 1912 г.
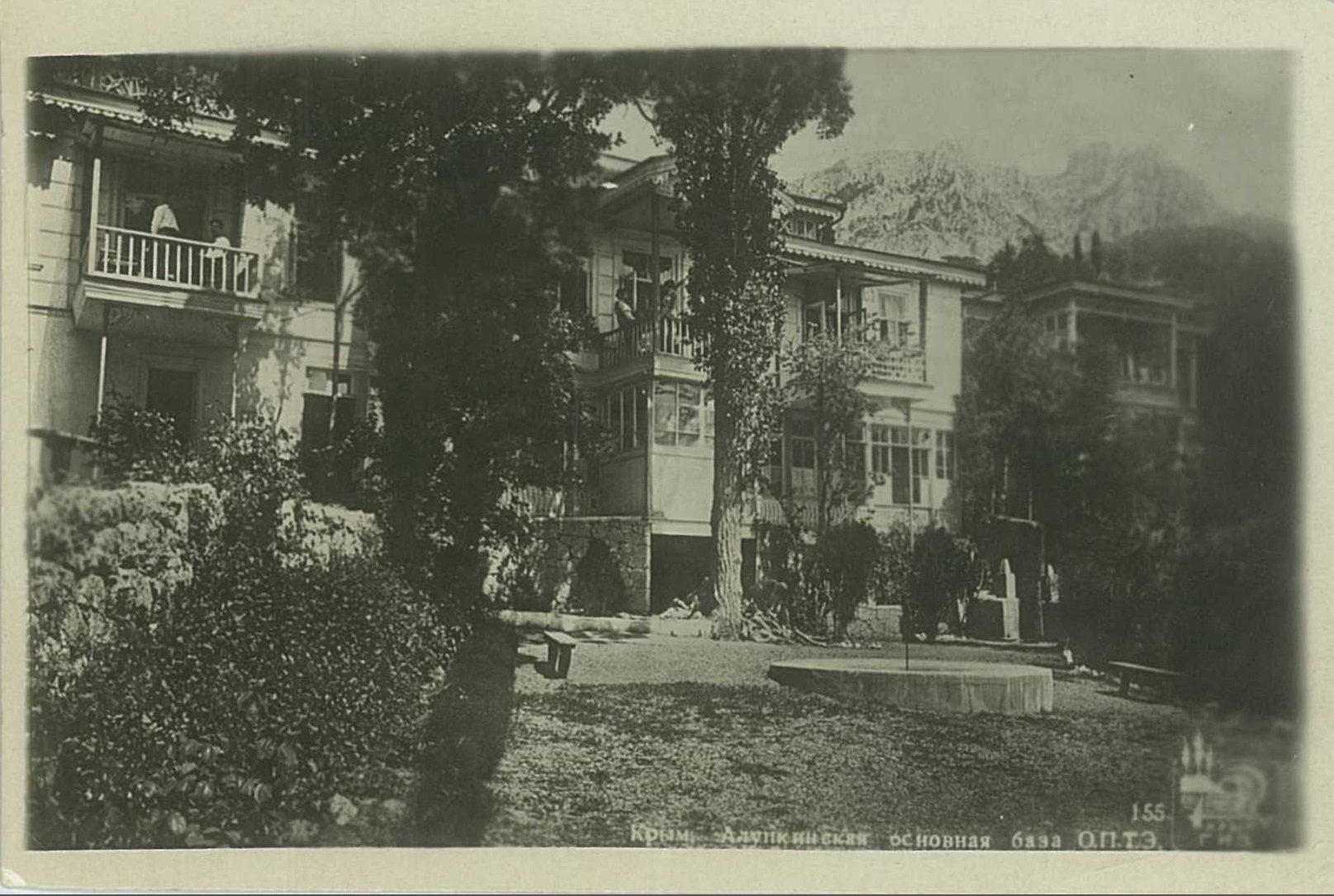
Алупкинская основная база ОПТЭ, 1924 г.
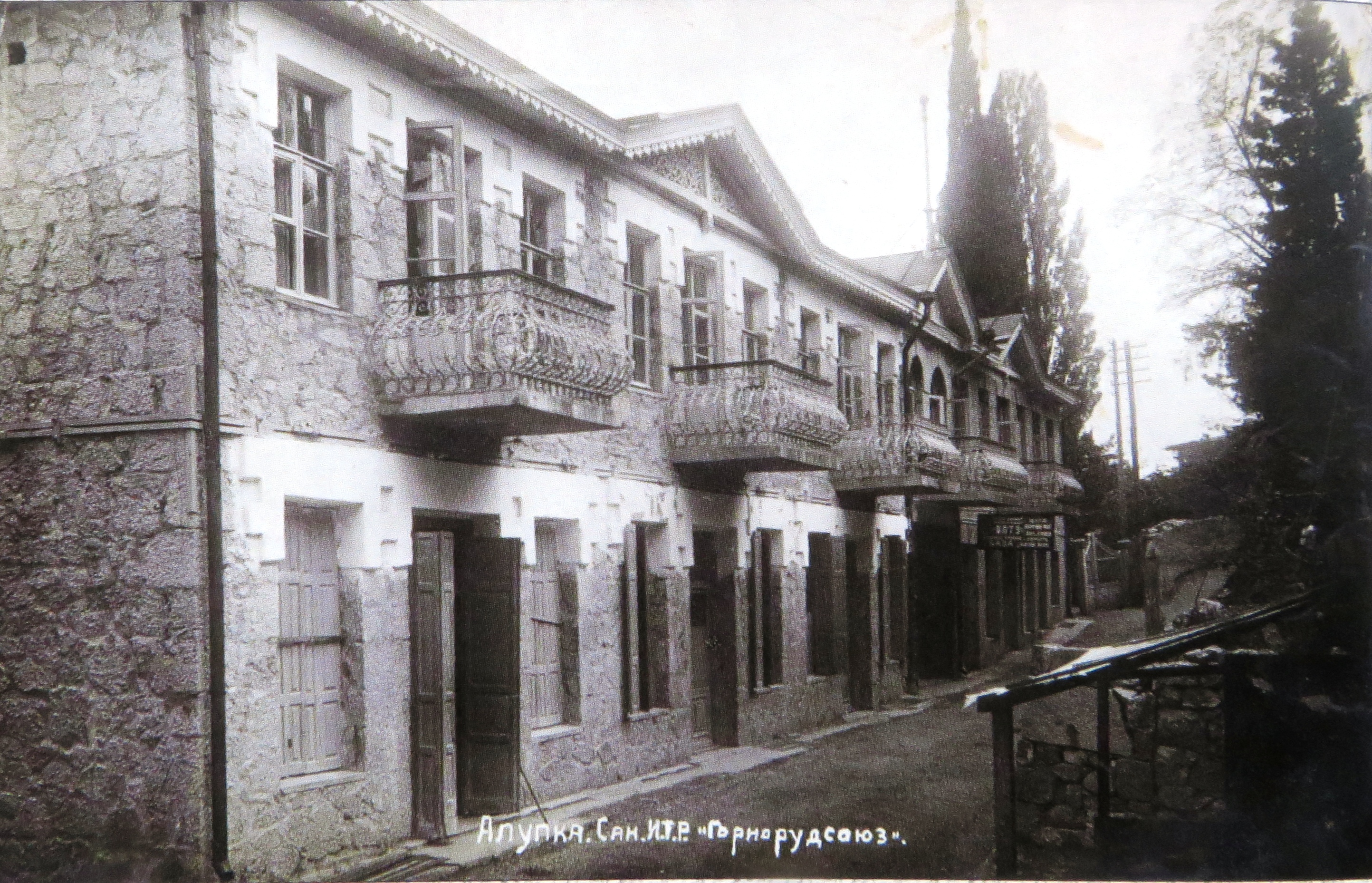
Санаторий Горнорудсоюз, 1935 г.
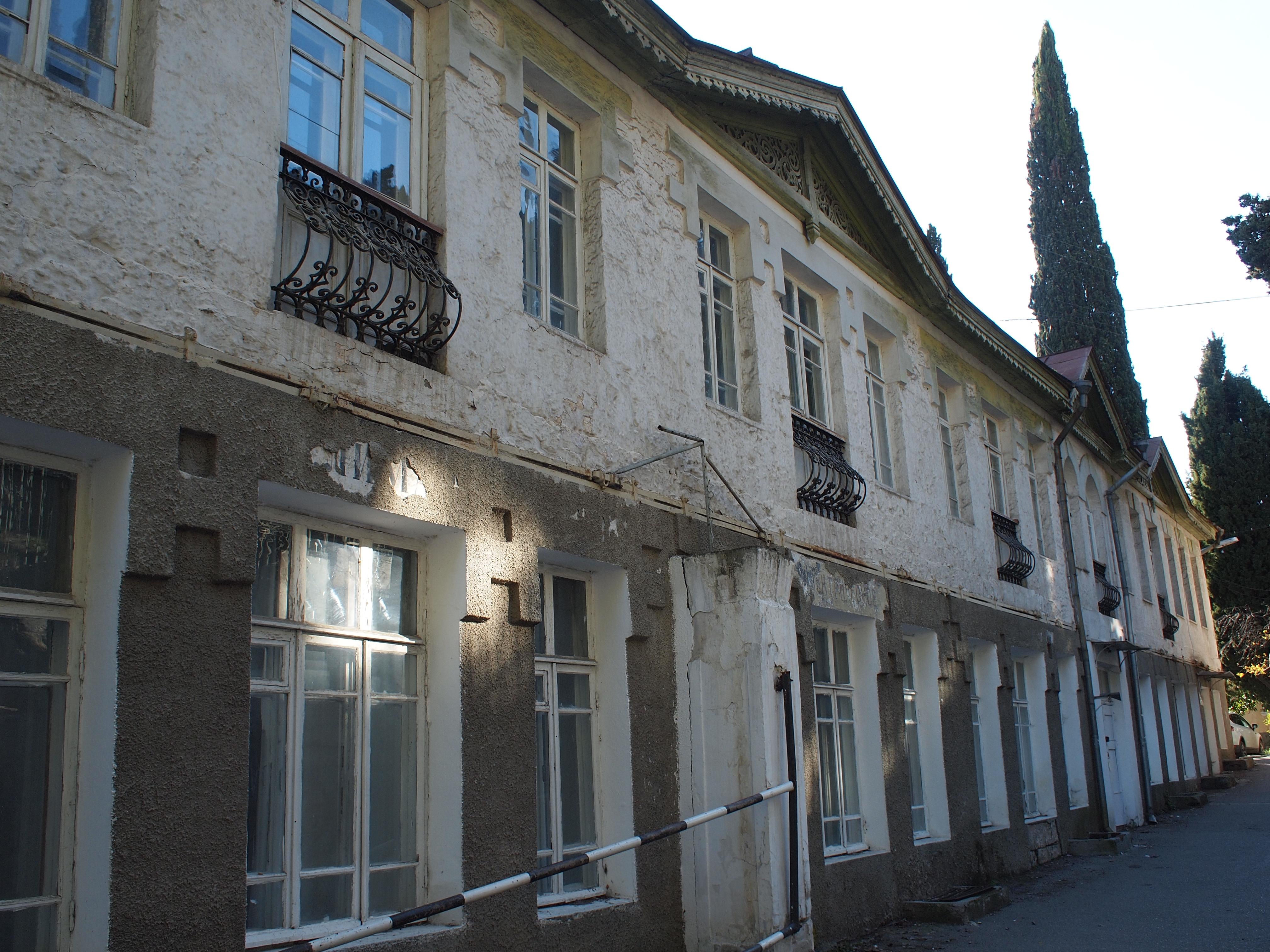
Состояние на 2013 г.
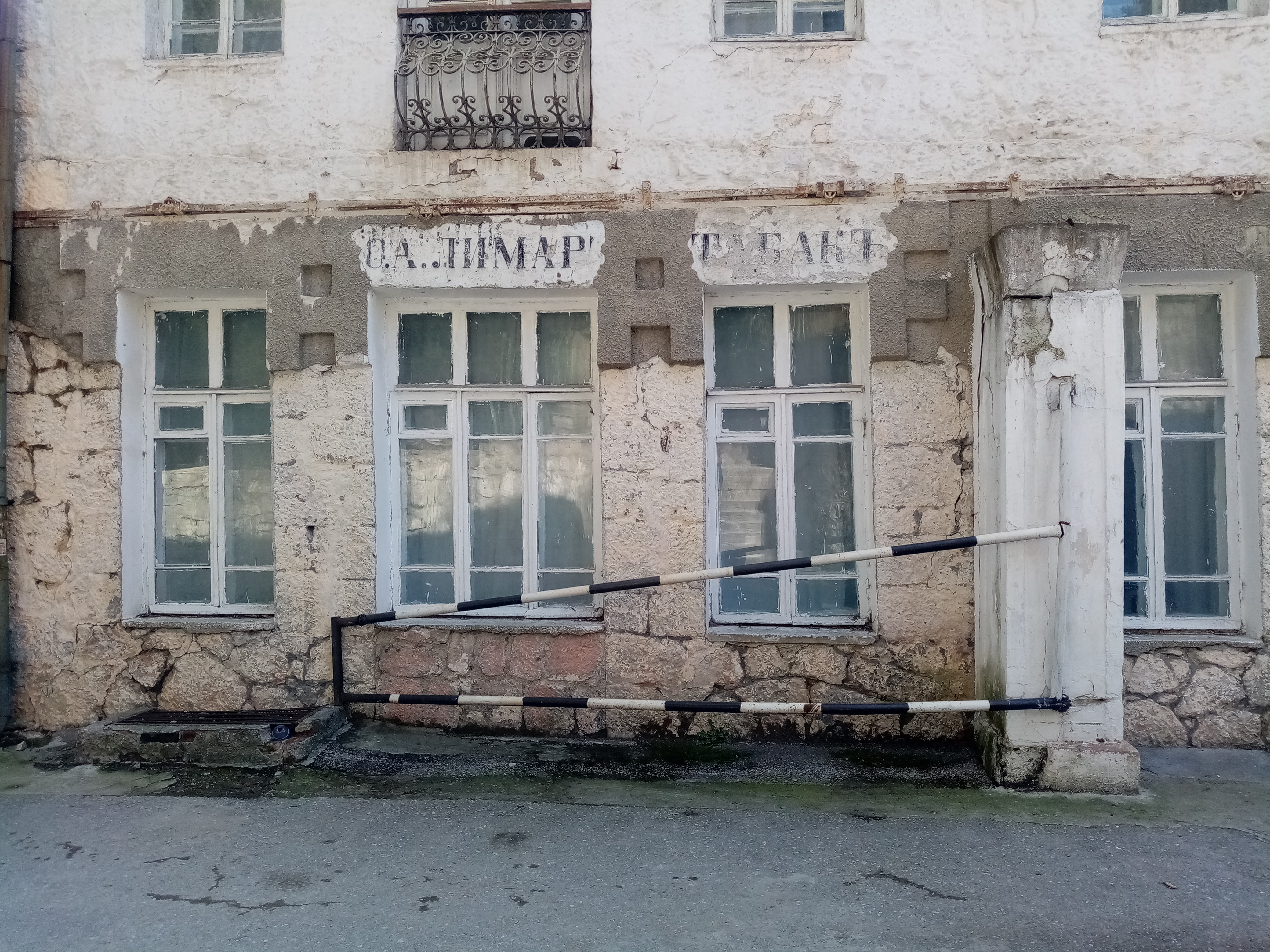
Остатки названий магазинов.

## Описание
Гостиница построена в «курортном» стиле с применением элементов крымскотатарского декора, которым особенно оформлены северный и восточный фасады, где сохранились оригинальные оконные рамы с остеклением и украшенное наличниками-сандриками оконных проемов и исторические балконные ограждения, а также оригинальные двери. Трёхэтажное асимметричное, почти прямоугольное, здание (пристройки к юго-восточной части сделаны позже) размерами 34,30 м на 15,04 м и высотой до конька 12,9 м стоит на цоколе из тёсаных подогнанных камней. Накрыто сложной многоскатной вальмовой крышей, застланной кровельным металлом. Стены сложены полигональной кладкой из бутового камня. Между этажами северного, восточного и южного фасадов выложен декоративный ступенчатый межэтажный пояс. На тех же фасадах сделан декоративный ступенчатый венчающий карниз с резными подкарнизными элементами. На северном фасаде устроены три фронтона, украшенные декоративным резным орнаментом, там же сохранились надписи с названиями дореволюционных магазинов. На второй этаж ведёт двухмаршевая лестница с ажурным металлическим ограждением, полы второго этажа изначально были выстланы метлахской плиткой.